# Chien d'arrêt allemand à poil dur
Pour les articles homonymes, voir Chien d'arrêt allemand et Braque allemand.
Le chien d'arrêt allemand à poil dur ou braque allemand à poil dur, plus communément appelé drahthaar est un chien d'arrêt continental d'origine allemande appartenant au 7e groupe de la Fédération cynologique internationale. C'est un chien de grande taille, au poil dur.
Son élevage a débuté à la fin du XIXe siècle, il a été sélectionné dans le but de créer un chien de chasse à poil dur, efficace et ferme de caractère. C'est le croisement des meilleurs de ces races (pudelpointer, griffon-kortals) avec le braque allemand à poil court. Le drahthaar est devenu en quelques années, en Allemagne comme dans d'autres pays, un des  chiens de chasse les plus confirmés. La race compte actuellement en France plus de 10 000 sujets, qui sont surtout utilisés en chasse pratique.

## Historique
La création de la race est issue de la volonté de Siegfried Hégéwald, baron de Zedlitz et Neukirch, qui a fédéré un groupe d'éleveurs allemands pour obtenir un chien d'arrêt polyvalent, courageux, doté du nez d'un bon arrêteur et d'un poil dur et impénétrable pour braver les terrains et climats les plus difficile,.
La sélection a suivi le principe selon lequel « l’efficacité conditionne le type ». Les éleveurs ont pris la liberté de croiser les meilleurs sujets des races à poil dur : le pudelpointer, le griffon Korthals, le chien d'arrêt allemand à poil raide. Une thèse plus controversée affirme que l'airedale terrier et le chien courant italien à poil dur ont également été utilisés. Ils introduisent par croisement du sang de braque allemand à poil court pour obtenir en quelques années leur chien idéal : le drahthaar. 
Le drahthaar est devenu en quelques décennies le chien de chasse préféré des Allemands (et des habitants de beaucoup d’autres pays).

## Standard

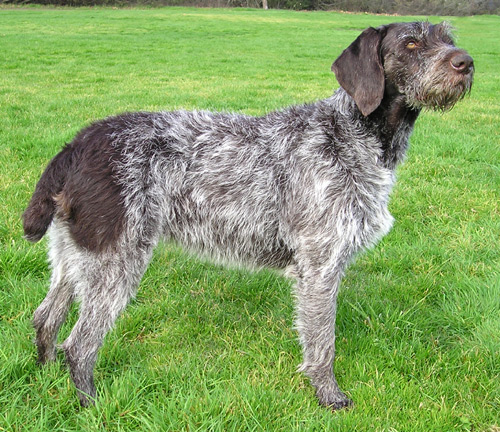
Chien d'arrêt allemand à poil dur.

Le drahthaar est un chien d'arrêt de grande taille, de construction harmonieuse et sèche. Il doit donner une impression de rapidité et de souplesse. Les allures sont énergiques, d'une grande amplitude, faciles et harmonieuses. La longueur du tronc et la hauteur au garrot doivent de préférence être égales, et la longueur du tronc ne peut dépasser la hauteur au garrot de plus de 3 cm. Les membres sont robustes et secs, ils sont droits et parallèles vus de face et bien placés sous le corps. La queue est portée horizontalement ou légèrement dirigée vers le haut. Elle est écourtée pour la chasse dans les pays où la caudectomie est autorisée. En longueur naturelle, elle atteint le jarret. Les yeux sont le plus sombre possible, avec une expression vive et éveillée. Les oreilles tombantes de grandeur moyenne sont non papillotées.

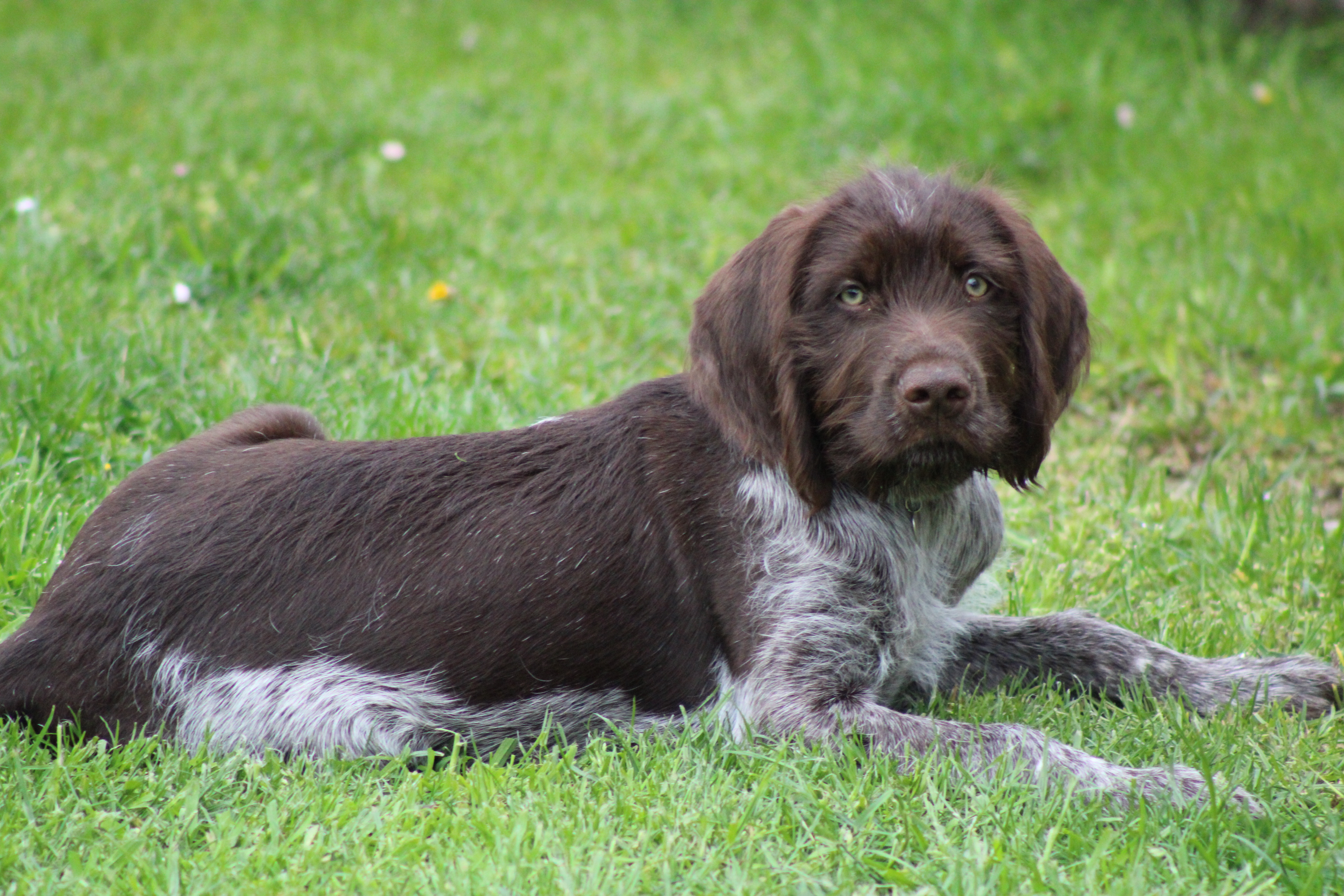
Drahthaar chiot.

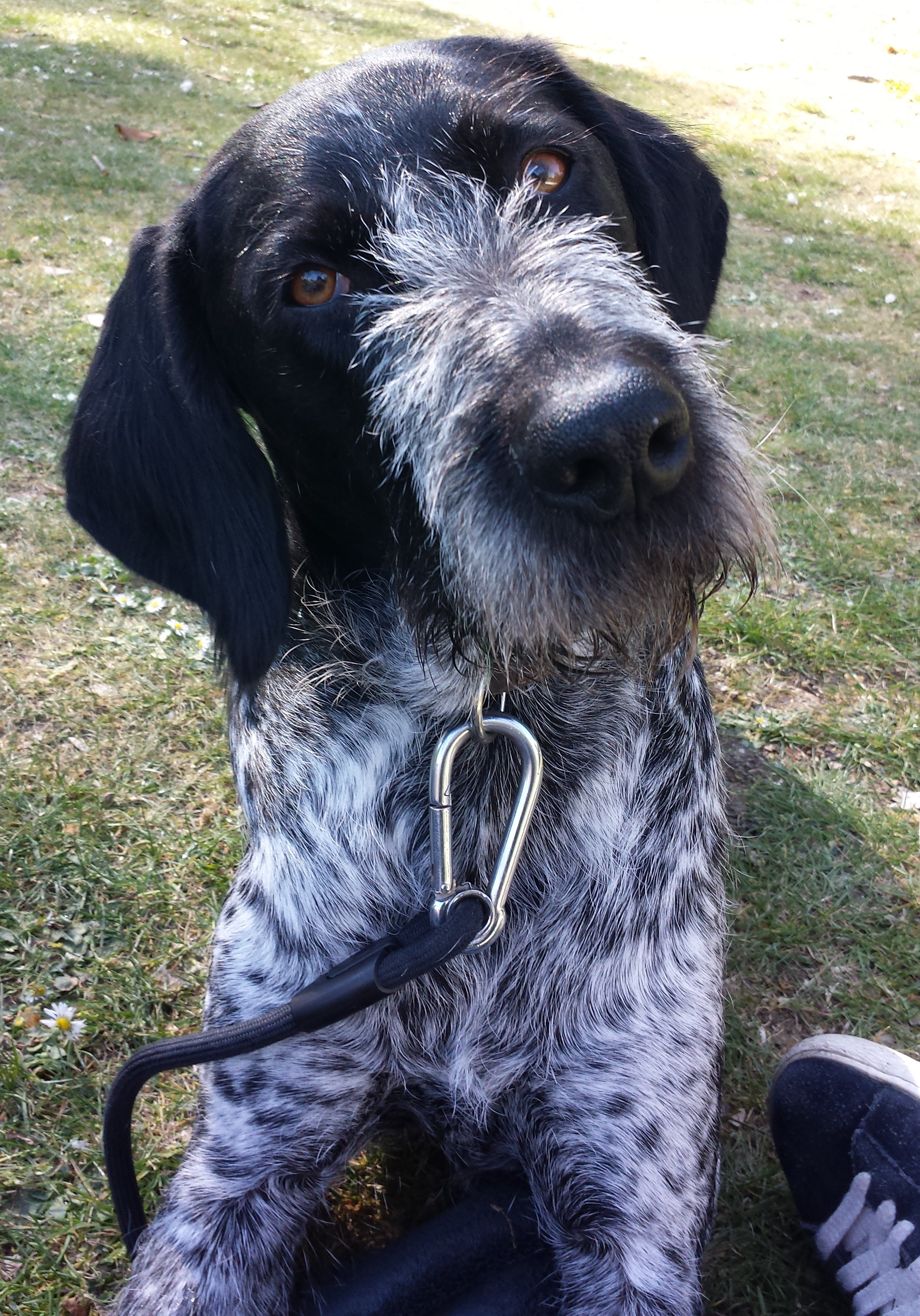
Drahthaar femelle.

Le poil est rustique et dense, il offre une très bonne protection contre les intempéries. Le poil est dur et bien couché sur le corps. La robe est de couleur marron mélangée de blanc, avec ou sans plages de couleur, noir mélangé de blanc (dite grisonnée) avec ou sans plages de couleur, marron avec ou sans taches blanches au poitrail ou rouan clair qui est un blanc mélangé de marron ou de noir.

## Caractère

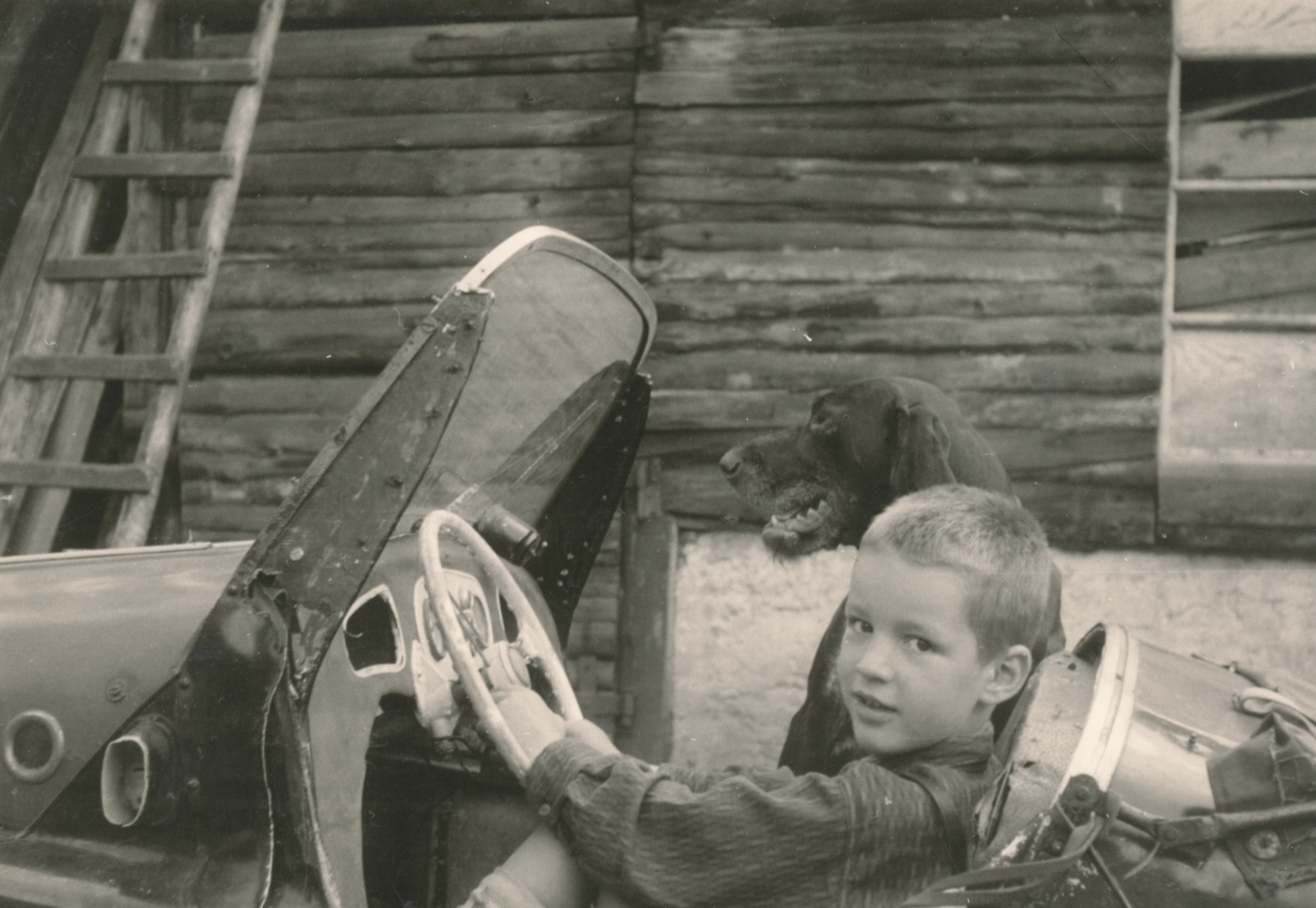
Le drahthaar est un chien qui apprécie les enfants.

Le caractère du drahthaar est décrit dans le standard FCI comme ferme, maître de soi, équilibré, sans crainte du gibier, ni timide, ni agressif. Le drahthaar est un chien énergique à la chasse, mais doux à la maison. Il apprécie la compagnie des enfants et fait preuve de beaucoup d'affection pour son maître ; il peut être distant envers les étrangers.

## Utilité
Le drahthaar est un chien de chasse polyvalent. En Allemagne, le drahthaar est utilisé pour toutes les disciplines de chasse. En France, il est surtout utilisé comme chien d'arrêt en plaine, au bois ou dans les zones humides. C'est un très bon chien de rapport qui retrouvera le gibier à l'eau comme dans les fourrés et buissons les plus denses. Dressé pour la recherche au sang, le drahthaar retrouve le gros gibier blessé au bout de longues heures de travail. Il est également utilisé comme chien courant dans la chasse au lièvre.
Le drahthaar est un bon chien de compagnie.
Ce chien devant, en plus de ses aptitudes à la chasse, défendre le garde-chasse contre d'éventuels braconniers et garder le gibier prélevé, ce qui explique encore aujourd'hui son aptitude à la garde et parfois à défendre son maître[réf. nécessaire]. 

## Éducation
L'éducation doit d'abord permettre de créer un lien de confiance entre le chien et son maître. Elle requiert une certaine fermeté. Les premiers mois du chiot sont très importants en termes de dressage, car la mémoire du drahthaar est excellente. Le drahthaar s’adapte à une vie en ville mais il est nécessaire de réaliser de longues sorties quotidiennes, couplées à des activités plus sportives le week-end.